# Vénda

Vendes i parròquies de les Pitiüses

La venda, opcionalment vénda, és l'organització territorial tradicional de les Pitiüses, originalment com a agrupació i coordinació de la població disseminada.
El terme vénda té un origen etimològic i una pronúncia diferent del derivat de vendre. Tradicionalment s'ha escrit amb accent diacrític eliminat per l'Institut d'Estudis Catalans l'any 2016. Probablement es va originar a l'Empordà, d'on era Guillem de Montgrí, on té el sentit de torn o tanda, tal com explica Joan Coromines. Prové d'una forma en llatí vulgar, del clàssic vices («alternança»), i s'usava per als torns de tasques organitzades en un territori.
Històricament, a l'illa d'Eivissa només existia un únic nucli urbà, anomenat Vila, i la resta era una zona rural dispersa organitzada en vendes. Amb el repoblament de Formentera, al principi del segle xviii, s'hi va traslladar l'organització eivissenca. Aquesta organització territorial s'articula en quatre nivells: el casament, la venda, la parròquia i el municipi.
Un casament és una casa rural eivissenca on s'entén per casa cadascun dels volums que la formen, o habitacions. El casament era l'espai de referència familiar i la unitat econòmica d'explotació agrària. El nom del casament era la identificació familiar i s'usava com a complement del nom propi.
Un grup de casaments pròxims s'organitzaven per les feines comunitàries i pels actes festius, formant una venda. Podien ser feines agrícoles com segar, de seguretat com torns de vigilància o construcció de torres de defensa, o d'infraestructures com camins o esglésies. Aquest terme va acabar tenint un sentit territorial i un sentiment de pertinença a una comunitat. Les relacions socials es mantenien dins d'una mateixa venda i els matrimonis amb membres d'altres vendes eren estranys. Aquest sistema d'organització territorial ja es va estructurar dintre dels antics quartons d'Eivissa i Formentera i ha perdurat fins avui a pesar de les noves organitzacions en parròquies i municipis, i del desenvolupament de nous nuclis urbans. El nombre de vendes i els seus límits territorials ha anat variant amb el temps adaptant-se a les variacions demogràfiques i a les necessitats de cada època.
Les parròquies es van crear l'any 1785 passant a ser una divisió d'ordre superior a les vendes. Cada parròquia sol tenir tres o més vendes. Amb el temps les noves esglésies parroquials van ser el nucli al voltant del qual s'han anat formant els pobles deixant a les illes una toponímia característica a partir del santoral. Però la major part de la població va continuar vivint de forma disseminada fins a la segona meitat del segle xx quan el desenvolupament turístic va modificar la urbanització i l'estructura econòmica.

## Venda municipal
Els municipis es van crear posteriorment com a agrupació de diverses parròquies. El 1983 l'ajuntament de Formentera va oficialitzar la divisió territorial en vendes creant-ne catorze. Aquestes divisions se solen anomenar vendes municipals per distingir-les de les vendes tradicionals. L'any 2000 l'ajuntament de Sant Josep de sa Talaia també va oficialitzar la divisió del municipi en divuit vendes.

## Llista de vendes
Llista de vendes agrupades per illa, municipi i parròquia:

### Illa d'Eivissa
- Municipi de Vila d'Eivissa
  - Parròquia de Vila (Santa Maria de Vila)
- Municipi de Sant Antoni de Portmany
  - Parròquia de Portmany (Sant Antoni de Portmany)
    - es Bernats, es Bessons, Buscastell, Cas Ramons, Forada, es Macians, es Pla, sa Raval, sa Vorera.

  - Parròquia d'Albarca (Sant Mateu d'Albarca)
    - Albarca, Benimaimó, Besora, Can Miquel Cires, Cas Turs, sa Noguera, Racó d'Alcalà.

  - Parròquia de Forca (Sant Rafel de Forca)
    - sa Bassa Roja, sa Creu, Forca, es Fornàs.

  - Parròquia de Corona (Santa Agnès de Corona)
    - Pla de Corona, Sant Gelabert, ses Rotes
- Municipi de Sant Joan de Labritja
  - Parròquia de Labritja (Sant Joan de Labritja)
    - Cas Cavallers, Cas Ripolls, Cas Vidals, Labritja, es Murtar, es Niu des Corbs, Portinatx, Xarraca, Xarracó.

  - Parròquia de Balàfia (Sant Llorenç de Balàfia)
    - Balàfia de Baix, Balàfia de Dalt, Bellmunt, es Boletar de Baix, es Boletar de Dalt, Canadella, es Codolar, es Forn Blanc, Porrals, Safragell, Santa Llúcia.

  - Parròquia de Balansat (Sant Miquel de Balansat)
    - Benirràs, es Port, Rubió.

  - Parròquia desa Cala (Sant Vicent de sa Cala)
    - s'Almànguena, s'Àguila, es Negres.
- Municipi de Sant Josep de sa Talaia
  - Parròquia des Cubells (Santa Maria des Cubells)
    - Cala d'Hort, es Cubells, Davall sa Serra, la Flota.

  - Parròquia des Vedrà (Sant Agustí des Vedrà)
    - Deçà Torrent, Dellà Torrent.

  - Parròquia de s'Estany (Sant Francesc de s'Estany)
    - Can Llaudis, sa Canal, Racó des Jondal, sa Revista, sa Torre de sa Sal Rossa.

  - Parròquia de ses Salines (Sant Jordi de ses Salines)
    - Cas Costes, l'Horta, es Racó.

  - Parròquia de sa Talaia (Sant Josep de sa Talaia)
    - Benimussa, Cas Marins, Cas Serres, sa Talaia.
- Municipi de Santa Eulària des Riu
  - Parròquia de ses Torres (Sant Jesús de ses Torres)
    - Santa Maria, ses Torres, l'Horta, Puig d'en Valls (tradicionalment vénda, és parròquia des de 1979)

  - Parròquia de Peralta (Sant Carles de Peralta)
    - Atzaró, es Figueral, Morna, Peralta.

  - Parròquia des Riu (Santa Eulària des Riu)
    - Arabí, Cala Llonga, es Coloms, s'Església, es Novells, es Trull d'en Vic, sa Vila.

  - Parròquia de Fruitera (Santa Gertrudis de Fruitera)
    - Can Llàtzer, Cas Ramons, Cas Serres, Fruitera, Parada, sa Picassa, es Poble, Santa Maria, es Savions.

### Illa deFormentera
- Municipi de Formentera
  - Parròquia de la Mola (Santa Maria de la Mola)
    - Tradicionals: sa Cala, ses Clotades, s'Església, es Far, es Monestir, sa Talaiassa, es Torrent Fondo.
    - Municipals: es Carnatge, ses Clotades, es Monestir, sa Talaiassa

  - Parròquia de ses Roques (Sant Ferran de ses Roques)
    - Tradicionals: s'Estany, es Molí, Punta Prima, ses Roques
    - Municipals: Es Molí - s'Estany, sa Punta, ses Roques, ses Salines

  - Parròquia de Vilar de Formentera (Sant Francesc de Vilar)
    - Tradicionals: es Brolls, Cala Saona, Can Parra, es Cap de Barbaria, Mal Pas, Migjorn, sa Mirada, es Pi des Català, Portossalè, sa Raval, la Savina
    - Municipals: es Brolls, es Ca Marí–Migjorn, es Cap de Barbaria, sa Miranda – Cala Saona, es Pi des Català, Portossalè.